# Belle and Sebastian
Belle and Sebastian ist eine schottische Popband, die 1996 in Glasgow gegründet wurde. Der Bandname bezieht sich auf das Kinderbuch Belle et Sébastien der französischen Autorin Cécile Aubry über den Jungen Sébastien und seinen Hund Belle.

## Geschichte
Die Band wurde im Januar 1996 von Stuart Murdoch und Stuart David im Rahmen eines Sozialprogramms für Arbeitslose in Glasgow gegründet. Murdoch verfasste bereits zuvor einen großen Teil der Songs der ersten Veröffentlichungen. Das Debütalbum Tigermilk wurde in drei Tagen aufgenommen und in einer Auflage von nur 1000 Vinylplatten verkauft. Aufgrund der guten Rezeption unterzeichnete die Band einen Vertrag beim schottischen Label Jeepster und rekrutierte weitere Mitglieder. Schon im November 1996 erschien das zweite Album If You’re Feeling Sinister, es folgten 1997 drei in kurzer Folge erschienene EPs.
Mit dem 1998 erschienenen dritten Studioalbum The Boy with the Arab Strap schaffte die Band einen kommerziellen Durchbruch, es erreichte Platz 12 der britischen Charts. Im darauffolgenden Jahr gewann die Band zur allgemeinen Überraschung den BRIT Award für die beste neue britische Band (Best British Breakthrough Act).
Belle and Sebastian galten zunächst als extrem medien- und pressescheu, Auftritte außerhalb Großbritanniens waren selten. Dennoch gewann die Band eine weltweite Fangemeinde. Nach ihrem Hit Legal Man, der im Jahr 2000 in die britischen Top 20 einstieg, beendete die Band mit einem Auftritt bei der Sendung Top of the Pops diese selbstgewählte Isolation, eine erste Welttournee folgte. Der Bassist und Mitgründer Stuart David verließ die Band und konzentrierte sich auf sein Nebenprojekt Looper, im Jahr 2002 tat Isobel Campbell selbiges und startete eine Solokarriere. Im folgenden Jahr veröffentlichten sie das von Trevor Horn produzierte Album Dear Catastrophe Waitress. Zum ersten Mal in der Bandgeschichte koppelten sie mit Step Into My Office, Baby aus einem Album eine Single aus, die bisherige strikte Trennung zwischen Single, EP und Album wurde also beendet. Ein weiteres Album mit dem Titel The Life Pursuit folgte im Februar 2006. 2007 wurden ihre Songs Piazza, New York Catcher und Expectations für den Soundtrack des bei Kritikern gut angekommenen Films Juno verwendet. Der Soundtrack selbst war ebenfalls ein kommerzieller Erfolg.
Die nächsten Studioalben Write About Love und Girls in Peacetime Want to Dance erscheinen mit einem größeren zeitlichen Abstand in den Jahren 2010 bzw. 2015. Ab Dezember 2017 veröffentlichte die Band eine Serie von 3 EPs unter dem Namen How to Solve Our Human Problems und kehrte damit zu dem Format aus ihren Anfangsjahren zurück.

## Stil
Der Stil der Band wird vor allem im englischen Sprachraum abwechselnd als Twee-Pop, Baroque Pop, Jangle-Pop, oder einfach Indie- bzw. Folk-Pop beschrieben. Charakteristisch für die Texte des Hauptsongwriters Stuart Murdoch sind kleine Geschichten, die Episoden aus dem Leben von Außenseitern im Teenager-Alter erzählen. Frühere Aufnahmen (ca. 1996–2001) wurden größtenteils von der Band selber produziert und hatten häufig eher nüchterne Arrangements, die meist in Richtung Folk gingen.
Erst mit der Veröffentlichung des Albums Dear Catastrophe Waitress (2003) holte man sich mit Trevor Horn professionelle Hilfe ins Studio. Das Ergebnis war ein opulent orchestrierter Sound, der deutlich polierter und poppiger war als der der Vorgängeralben. Dies war auch nicht verwunderlich, da Horn zuvor schon mit Bands wie Frankie Goes to Hollywood oder dem russischen Pop-Duo t.A.T.u. gearbeitet hatte. Die Band verfolgte diesen Weg aber konsequent weiter und veröffentlichte 2006 den Nachfolger The Life Pursuit, diesmal mit Tony Hoffer als Produzenten.
Eine Besonderheit von Belle and Sebastian ist, dass seit dem dritten Album The Boy with the Arab Strap anstelle von Stuart Murdoch auch andere Bandmitglieder bei einigen Liedern die Hauptstimme übernehmen: Stevie Jackson, Sarah Martin und bis zu ihrem Ausscheiden aus der Band auch Isobel Campbell und einmal Stuart David mit einem gesprochenen Text (in A space boy dream).
Das Album Girls in Peacetime Want to Dance weist stilistisch eine vergrößere Bandbreite, neben den klassischeren Songs gibt es Anleihen von Disco, Klezmer, Soul und Europop zu hören.
In den Liedern von Belle and Sebastian verarbeitet Stuart Murdoch unter anderem die Erfahrungen mit seiner Erkrankung ME/CFS. Auch über die Band hinaus setzt sich Murdoch für eine stärkere Wahrnehmung und bessere medizinische Versorgung von ME/CFS ein.

## Diskografie
Studioalben

| Jahr | Titel                                          | Höchstplatzierung, Gesamtwochen, AuszeichnungChartplatzierungen (Jahr, Titel, Platzierungen, Wochen, Auszeichnungen, Anmerkungen) | Höchstplatzierung, Gesamtwochen, AuszeichnungChartplatzierungen (Jahr, Titel, Platzierungen, Wochen, Auszeichnungen, Anmerkungen) | Höchstplatzierung, Gesamtwochen, AuszeichnungChartplatzierungen (Jahr, Titel, Platzierungen, Wochen, Auszeichnungen, Anmerkungen) | Höchstplatzierung, Gesamtwochen, AuszeichnungChartplatzierungen (Jahr, Titel, Platzierungen, Wochen, Auszeichnungen, Anmerkungen) | Höchstplatzierung, Gesamtwochen, AuszeichnungChartplatzierungen (Jahr, Titel, Platzierungen, Wochen, Auszeichnungen, Anmerkungen) | Anmerkungen                                                  |
| Jahr | Titel                                          | DE | AT | CH | UK | US | Anmerkungen                                                  |
| ---- | ---------------------------------------------- | --- | --- | --- | --- | --- | ------------------------------------------------------------ |
| 1996 | Tigermilk                                      | — | — | — | UK13 Gold · (5 Wo.)UK | — | Erstveröffentlichung: 6. Juni 1996 in UK erst 1999 platziert |
| 1996 | If You’re Feeling Sinister                     | — | — | — | UK— GoldUK | — | Erstveröffentlichung: 18. November 1996                      |
| 1998 | The Boy with the Arab Strap                    | — | — | — | UK12 Gold · (11 Wo.)UK | — | Erstveröffentlichung: 7. September 1998                      |
| 2000 | Fold Your Hands Child, You Walk Like a Peasant | DE52 (3 Wo.)DE | — | — | UK10 Silber · (4 Wo.)UK | US80 (3 Wo.)US | Erstveröffentlichung: 6. Juni 2000                           |
| 2002 | Storytelling                                   | DE99 (1 Wo.)DE | — | — | UK26 (2 Wo.)UK | US150 (1 Wo.)US | Erstveröffentlichung: 3. Juni 2002                           |
| 2003 | Dear Catastrophe Waitress                      | DE64 (2 Wo.)DE | — | — | UK21 Gold · (4 Wo.)UK | US84 (2 Wo.)US | Erstveröffentlichung: 6. Oktober 2003                        |
| 2006 | The Life Pursuit                               | DE35 (4 Wo.)DE | AT56 (2 Wo.)AT | CH56 (3 Wo.)CH | UK8 Silber · (5 Wo.)UK | US65 (1 Wo.)US | Erstveröffentlichung: 6. Februar 2006                        |
| 2010 | Write About Love                               | DE38 (1 Wo.)DE | AT40 (1 Wo.)AT | CH37 (2 Wo.)CH | UK8 (3 Wo.)UK | US15 (5 Wo.)US | Erstveröffentlichung: 8. Oktober 2010                        |
| 2015 | Girls in Peacetime Want to Dance               | DE30 (2 Wo.)DE | AT28 (2 Wo.)AT | CH26 (2 Wo.)CH | UK9 (5 Wo.)UK | US28 (2 Wo.)US | Erstveröffentlichung: 19. Januar 2015                        |
| 2019 | Days of the Bagnold Summer                     | — | — | CH98 (1 Wo.)CH | UK73 (1 Wo.)UK | — | Erstveröffentlichung: 13. September 2019                     |
| 2022 | A Bit of Previous                              | DE31 (1 Wo.)DE | AT50 (1 Wo.)AT | CH31 (1 Wo.)CH | UK8 (1 Wo.)UK | — | Erstveröffentlichung: 6. Mai 2022                            |
| 2023 | Late Developers                                | — | — | CH82 (1 Wo.)CH | UK30 (1 Wo.)UK | — | Erstveröffentlichung: 13. Januar 2023                        |